# Ryan Woods
Pour les articles homonymes, voir Woods.
Ryan Michael Woods, né le 13 décembre 1993 à Norton Canes, est un footballeur anglais qui évolue au poste de milieu de terrain à Exeter City.

## Biographie
Ryan Woods commence sa carrière professionnelle à Shrewsbury Town. Avec ce club, il joue en League One, et en League Two.
Le 1er septembre 2015, il rejoint Brentford, club de Championship (D2) pour trois saisons.
Le 25 août 2018, il est prêté à Stoke City. Le 4 janvier 2019, il les rejoint de manière permanente.
Le 27 juillet 2020, il est prêté à Millwall.
Le 23 juin 2021, il rejoint Birmingham City FC.
Le 18 août 2022, il rejoint Hull City.

## Distinctions personnelles
Il est membre de l'équipe type de League Two en 2015.